# Куково (Вармінсько-Мазурське воєводство)
Куково (пол. Kukowo, нім. Kukowen) — село в Польщі, у гміні Олецько Олецького повіту Вармінсько-Мазурського воєводства.
Населення — 341 особа (2011).
У 1975-1998 роках село належало до Сувальського воєводства.

## Демографія
Демографічна структура станом на 31 березня 2011 року:
|          | Загалом | Допрацездатний вік | Працездатний вік | Постпрацездатний вік |
| -------- | ------- | ------------------ | ---------------- | -------------------- |
| Чоловіки | 179     | 38                 | 128              | 13                   |
| Жінки    | 162     | 42                 | 89               | 31                   |
| Разом    | 341     | 80                 | 217              | 44                   |